# Bodorová
Bodorová – wieś i gmina (obec) w powiecie Turčianske Teplice, kraju żylińskim, w północno-centralnej Słowacji. Wieś po raz pierwszy wzmiankowana w roku 1265 pod nazwą Vida. Znajduje się na Kotlinie Turczańskiej, a jej zabudowania nad prawym brzegiem potoku Dolinka

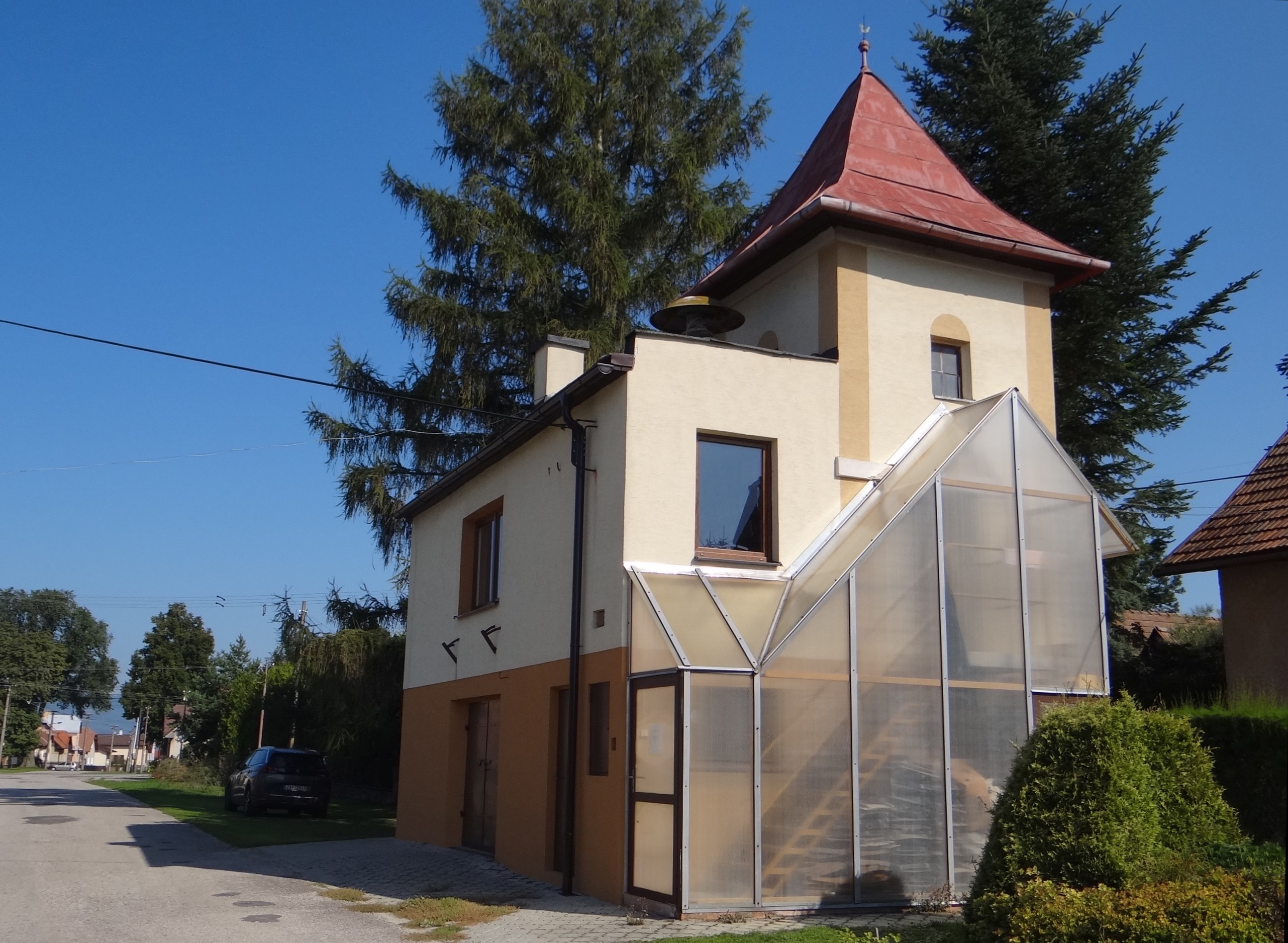
Remiza strażacka
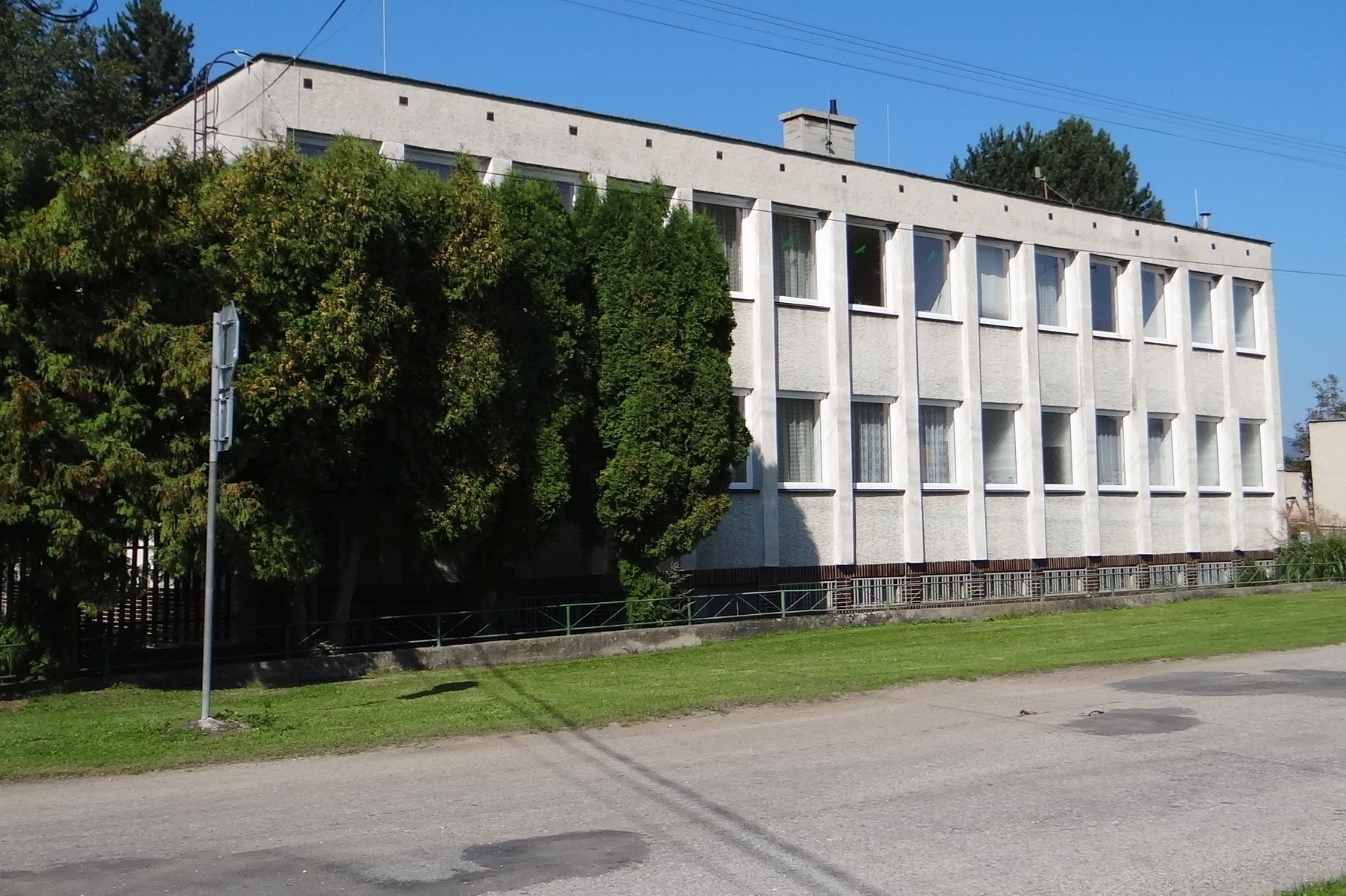
Budynek harcerstwa
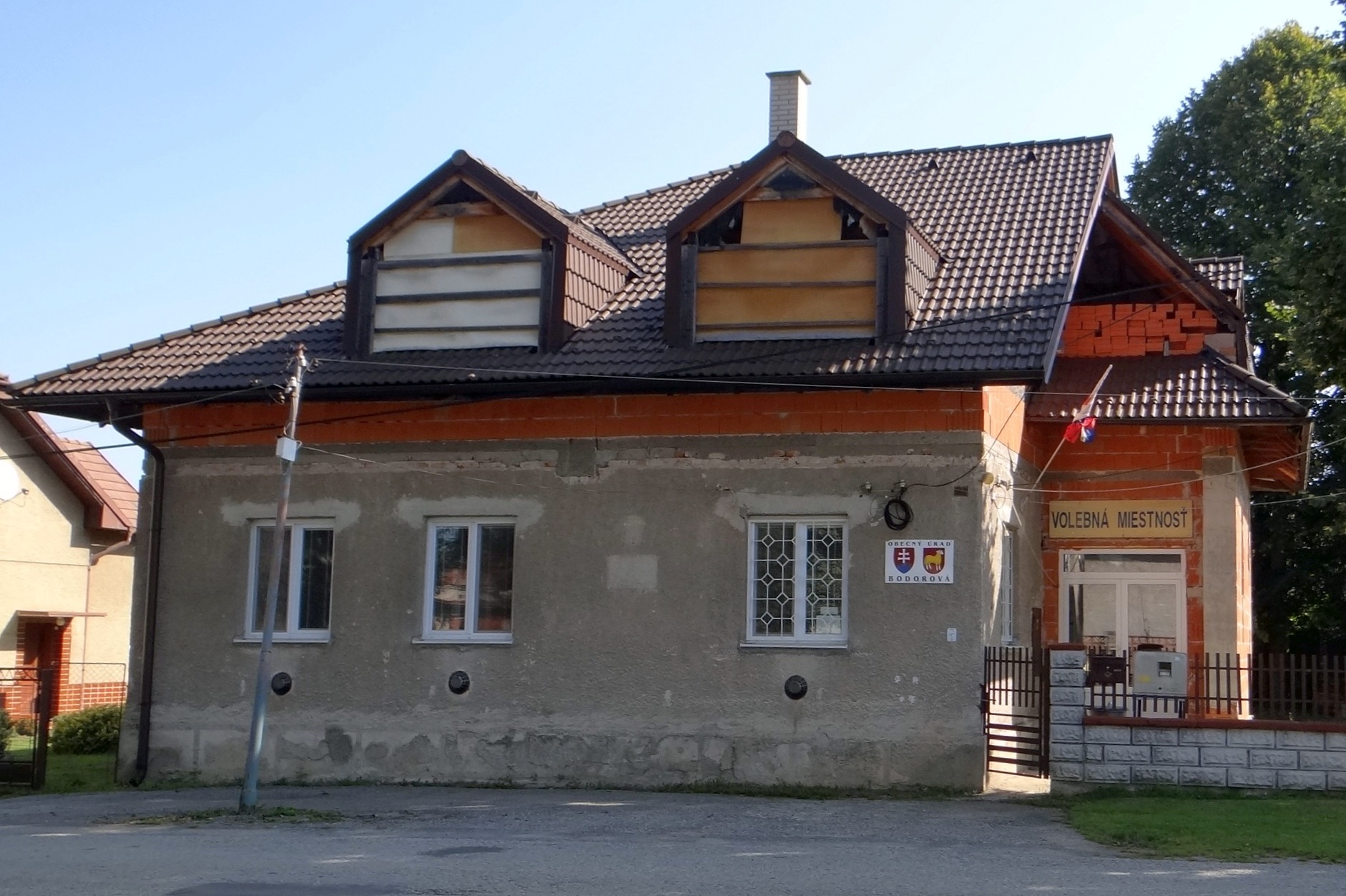
Budynek gminy